# Виђу
Виђу (итал. Viggiù) је насеље у Италији у округу Варезе, региону Ломбардија.
Према процени из 2011. у насељу је живело 3091 становника. Насеље се налази на надморској висини од 489 м.

## Становништво
| 1931. | 1936. | 1951. | 1961. | 1971. | 1981. | 1991. | 2001. | 2011. |
| ----- | ----- | ----- | ----- | ----- | ----- | ----- | ----- | ----- |
| 2.524 | 2.420 | 2.918 | 3.803 | 5.171 | 4.714 | 4.829 | 4.968 | 5.207 |